# Белуј
Белуј (слч. Beluj) насељено је мјесто са административним статусом сеоске општине (слч. obec) у округу Банска Штјавњица, у Банскобистричком крају, Словачка Република.

## Становништво
| Година:    | 1994. | 2004.    | 2014.    | 2024.    |
| ---------- | ----- | -------- | -------- | -------- |
| Број људи: | 178   | 159      | 121      | 137      |
| Разлика:   |       | -10,67 % | -23,89 % | +13,22 % |

| Година:    | 2023. | 2024.   |
| ---------- | ----- | ------- |
| Број људи: | 143   | 137     |
| Разлика:   |       | -4,19 % |

Према подацима о броју становника из 2011. године насеље је имало 128 становника.